# I Wonder What She's Doing Tonight
I Wonder What She's Doing Tonight (traducido al español ; Me pregunto que hará ella esta noche) es una canción popular lanzada en 1967, interpretada, escrita, dirigida y producida por el dúo Boyce & Hart.
En 1968 se convirtió en un verdadero éxito alcanzando el puesto #8 en la revista Billboard. También fue posicionada en el puesto #7 de la lista semanal de la revista Cashbox.
Una canción diferente con el mismo título fue grabado y lanzado en 1963 por el grupo Barry y los Tamerlanes . Otra canción con el mismo título fue grabada por Russell Smith en 1989.

## En el cine
La canción fue escuchada como banda sonora instrumental en la película Flor de cactus protagonizada por Walter Matthau y Ingrid Bergman de 1967, en una escena de baile. También fue escuchada en formato original en la película Christine protagonizada por Rebecca Hall.

## Otras versiones grabadas
- Gary Lewis and the Playboys en 1968, álbum: Gary Lewis Now!
- Trini Lopez en 1969, álbum: The Whole Enchilada
- Young Fresh Fellows en 2001, álbum: Because We Hate You
- Versión instrumental de la película Flor de cactus